# Sonja Graf
Sonja Graf-Stevenson (Munique, 16 de dezembro de 1913 - Nova Iorque, 6 de março de 1965) foi uma mestre de xadrez alemã que viveu na Argentina e nos Estados Unidos . Ela foi vice-campeã mundial feminina no xadrez e bicampeã dos Estados Unidos. É considerada a segunda melhor jogadora até a Segunda Guerra mundial, tendo participado dos campeonatos mundiais femininos de 1937 e 1939. Durante o campeonato de 1939 que acontecia na Argentina teve início a Segunda Guerra, e Sonja decidiu ficar no país com outros participantes. Após o término do conflito mudou-se para os Estados Unidos.

## Carreira
Sonja aprendeu a jogar xadrez em sua família quando tinha apenas cinco ou seis anos de idade, através de seu pai. 
Sonja passou a jogar em bares e cafeterias, em um deles conheceu Siegbert Tarrasch que se tornou seu professor.

Em 1932, Sonja venceu Rudolf Spielmann um dos melhores jogadores do mundo em uma simultânea.